# Hemangioblastoma
Hemangioblastomas são tumores do sistema nervoso central originados do sistema vascular, geralmente na meia-idade. Às vezes, esses tumores ocorrem em outros locais, como a medula espinhal e a retina. Podem estar associados a outras doenças, como policitemia (quantidade elevada de células sanguíneas), cistos pancreáticos e síndrome de Von Hippel-Lindau. Os hemangioblastomas são comumente compostos de células estromais em pequenos vasos sanguíneos e geralmente ocorrem no cerebelo, no tronco cerebral ou na medula espinhal. Eles são classificados como tumores de grau um sob o sistema de classificação da Organização Mundial de Saúde.

## Epidemiologia
Hemangioblastoma estão entre os mais raros tumores do sistema nervoso central, representando menos de 2% dos casos. Geralmente ocorrem em adultos, mas os podem aparecer na Síndrome de Von Hippel-Lindau em jovens. Embora possam ocorrer em qualquer parte do sistema nervoso central, geralmente ocorrem no cerebelo, no tronco cerebral ou medula espinhal.